# 松下之綱
松下 之綱（まつした ゆきつな）は、戦国時代から安土桃山時代にかけての武将・大名。豊臣秀吉が織田氏の家臣になる以前に仕えた人物で、之綱は秀吉の恩人であり、『太閤記』では武芸・学問・兵法などを教えたとされる。

## 生涯

### 今川氏に仕える
天文6年（1537年）、兵法者で槍術の達人・松下長則の子として、三河国碧海郡松下郷（現在の愛知県豊田市枡塚地区）に生まれた。妻は同族の松下連昌の娘で、井伊直政の継父・松下清景とその弟・安綱とは義兄弟に当たる。
遠江国頭陀寺城主（現在の静岡県浜松市中央区）として駿河国の今川義元に仕えた。松下氏は、今川氏家臣の飯尾氏の寄子として組み込まれたとされる。またこの頃、松下氏に木下藤吉郎と名乗る以前の豊臣秀吉が仕えていたといわれている。しかし義元の死後、遠江曳馬城（後の浜松城）・飯尾連龍が今川氏を見限り、周辺の親今川氏と反今川氏の豪族同士で抗争が起きると、永禄6年（1563年）に今川方の軍に頭陀寺城が攻め落とされ炎上した（遠州忩劇）。なお、通称「松下屋敷」の地下にある頭陀寺城跡は、平成13年（2001年）10月に発掘調査が行われ、炎上跡が確認された。

### 秀吉に仕える
やがて今川氏が滅亡すると、徳川家康に仕えるが、天正2年（1574年）の第1次高天神城の戦いにおいて籠城して武田氏と戦うも、のちに降伏した。すると、織田氏家臣で長浜城主になっていた秀吉によって、之綱は家臣として召し出されたとみられる。天正3年（1575年）の長篠の戦いの際には秀吉の前備として兵100を預けられた。
天正10年（1582年）の本能寺の変から天正11年（1583年）の賤ヶ岳の戦いを経て、同年丹波国・河内国・伊勢国などの内に秀吉から3,000石の所領を与えられた。之綱が丹波に所領を与えられたのは、大坂城築城のための用材を淀川水系を利用して流下させたからであろうと考えられる。天正15年（1587年）3月には、秀吉の九州遠征にも前備の直属部隊として兵150を率いて従軍、秀吉が4月9日付けでその前備17名に宛てた朱印状で、「松下加兵衛事、（秀吉が）御牢人の時、忠節の仁（人）に候間、右儀に、おのおのと同然とはこれあるまじく候」と述べ、松下加兵衛との旧縁に言及、格別の計らいを指示している。この年、従五位下・石見守に叙位・任官され、同年に丹波3,000石を加増され6,000石となった。
天正18年（1590年）の小田原征伐後、徳川家康が関東に移封されると、10月3日に遠江で1万石追加され、遠江久野（袋井市久能）1万6,000石の所領を秀吉から与えられた。この時の居城である久野城は城の規模は小さいが、瓦の格式が高く立派な作りであったことが発掘調査の結果から明らかになっている。
慶長3年（1598年）2月晦日に死去。享年62。家督は次男の重綱が継いだ。長男・暁綱が継がなかった理由は明らかになっていない。また、娘のおりんは柳生宗矩に嫁いだ。

## 登場作品
- おんな太閤記（1981年、NHK大河ドラマ）演：今福将雄
- 太閤記 サルと呼ばれた男（2003年、フジテレビ）演：中井貴一